# 四翼绒球蟹
四翼绒球蟹（学名：Doclea tetraptera）为蜘蛛蟹科绒球蟹属的动物。分布于新加坡、泰国湾、印度、莫塔马湾以及中国大陆的海南岛、福建等地，生活环境为海水，多生活于河口区以及浅海中。